# Val de Bagnes
Val de Bagnes är en dal i Schweiz.   Den ligger i kantonen Valais, i den södra delen av landet, 100 km söder om huvudstaden Bern.
Trakten runt Val de Bagnes består i huvudsak av gräsmarker. Runt Val de Bagnes är det ganska glesbefolkat, med 34 invånare per kvadratkilometer.
Mest känt för sportorten Verbier.